# Nizwa
Nizwā (نِزْوَى) es la capital y ciudad más poblada de la  gobernación de Ad Dajilía, en el interior de Omán. También fue la capital del Imanato de Omán. Se encuentra a unos 140 km de Mascate, la capital del país. La población es estimada en unas 83 000 personas, incluyendo las dos áreas de Burkat Al Mooz y Al-Jabel Al-Akhdar. 
Nizwa es una de las ciudades más antiguas de Omán y fue una vez un centro comercial, religioso, educativo y artístico. Su Yama (gran mezquita) fue previamente un centro de aprendizaje islámico. Nizwa adquirió importancia al haber sido un importante punto de encuentro a los pies de las Montañas Al Hayar occidentales. Ubicada en medio de una verde extensión de palmeras datileras, se encuentra ubicada estratégicamente en el cruce de rutas que conectan el interior con Mascate y las extensiones más bajas de Dhofar, sirviendo así como un vínculo para gran parte del país. Nizwa es también un centro de cultivo de dátiles.

## Etimología
Los historiadores no han logrado ponerse de acuerdo sobre el origen del nombre de la ciudad. Algunos sugieren que el nombre se deriva del verbo árabe انزوا que significa estar solo. Otros afirman que la ciudad recibió su nombre de un antiguo manantial de agua. 

## Historia
Nizwa fue la capital de Omán en los siglos VI y VII d. C. y fue una de las primeras ciudades en la región en adoptar el islam. Por este profundo arraigo de la fe islámica, Nizwa aúna una serie de mezquitas de renombre, como la Yama del Sultán Qabus (o "mezquita del viernes"), la mezquita So'al construida en el siglo II AH (siglo IX d. C.), la mezquita Ash-Shawathinah en Uqr y la mezquita Ash-Sharja. También están las mezquitas de Al-Ain, Ash-Sheikh y la de Shuraij, en Tanuf construida en 377 AH (alrededor del 1000 d. C.). 
Ibn Battuta visitó la ciudad, destacándola como "una ciudad al pie de una montaña, rodeada de huertos y arroyos, y con bellos bazares y espléndidas y limpias mezquitas".
A principios de la década de 1950, la gran torre redonda del antiguo fuerte construido en el centro de la ciudad fue bombardeada por la Real Fuerza Aérea Británica, que fue convocada para ayudar al entonces reinante sultán Said bin Taimur a reprimir una revuelta liderada por líderes del Imanato de Omán. El conflicto ocurrió a causa de una lucha por las acciones ganadas por la riqueza petrolera recién descubierta de Omán. 
Nizwa se ha convertido en una ciudad más moderna desde 1970 bajo el reinado del sultán Qabus. Entre las mejoras se incluyen conexiones a Mascate por una autopista de dos carriles, lo que ha aumentado el turismo. Se han mejorado las comunicaciones para incluir acceso de banda ancha, y la ciudad alberga un importante hospital. También es un centro educativo que incluye una escuela técnica, una facultad de ciencias aplicadas, la universidad de Nizwa y la escuela de Policía Real de Omán. En la actualidad hay muchos hoteles y se promueve el turismo en la zona.

## Geografía y clima
Las montañas rodean Nizwa por todos los lados y hay algunos paisajes montañosos excepcionales cercanos. Nizwa tiene un clima árido bajo la clasificación climática de Köppen. En el invierno, que va de noviembre a marzo, el clima es agradable con temperaturas que llega a los 12 °C en enero. En verano, el clima es cálido y seco con temperaturas que alcanzan los 45 °C en julio.
| Parámetros climáticos promedio de Nizwa                                        | Parámetros climáticos promedio de Nizwa | Parámetros climáticos promedio de Nizwa | Parámetros climáticos promedio de Nizwa | Parámetros climáticos promedio de Nizwa | Parámetros climáticos promedio de Nizwa | Parámetros climáticos promedio de Nizwa | Parámetros climáticos promedio de Nizwa | Parámetros climáticos promedio de Nizwa | Parámetros climáticos promedio de Nizwa | Parámetros climáticos promedio de Nizwa | Parámetros climáticos promedio de Nizwa | Parámetros climáticos promedio de Nizwa | Parámetros climáticos promedio de Nizwa |
| Mes                                                                            | Ene.                                    | Feb.                                    | Mar.                                    | Abr.                                    | May.                                    | Jun.                                    | Jul.                                    | Ago.                                    | Sep.                                    | Oct.                                    | Nov.                                    | Dic.                                    | Anual                                   |
| ------------------------------------------------------------------------------ | --------------------------------------- | --------------------------------------- | --------------------------------------- | --------------------------------------- | --------------------------------------- | --------------------------------------- | --------------------------------------- | --------------------------------------- | --------------------------------------- | --------------------------------------- | --------------------------------------- | --------------------------------------- | --------------------------------------- |
| Temp. máx. media (°C)                                                          | 26.2                                    | 29.6                                    | 32.5                                    | 37.8                                    | 42.0                                    | 43.5                                    | 42.7                                    | 41.6                                    | 39.7                                    | 36.6                                    | 31.6                                    | 27.8                                    | 36                                      |
| Temp. mín. media (°C)                                                          | 12.3                                    | 14.0                                    | 17.1                                    | 21.9                                    | 26.0                                    | 28.4                                    | 28.0                                    | 26.9                                    | 25.0                                    | 20.9                                    | 17.8                                    | 14.1                                    | 21                                      |
| Precipitación total (mm)                                                       | 0.7                                     | 5.7                                     | 9.4                                     | 15.2                                    | 1.9                                     | 10.9                                    | 6.6                                     | 8.0                                     | 3.5                                     | 5.9                                     | 1.7                                     | 3.8                                     | 73.3                                    |
| Fuente: World Meteorological Organization (temperature and rainfall 1999–2009) |                                         |                                         |                                         |                                         |                                         |                                         |                                         |                                         |                                         |                                         |                                         |                                         |                                         |

## Atracciones
Las principales atracciones turísticas de la ciudad son el Fuerte de Nizwa, el Zoco tradicional y  el Falaj (viaje de agua) de Daris. En la década de 1990, la Yama (mezquita), el fuerte y el zoco que se encuentran uno al lado del otro en el centro fueron renovados utilizando los mismos materiales tradicionales. En 1993, Nizwa ganó el premio de la Organización de ciudades árabes. 

### Fuerte de Nizwa

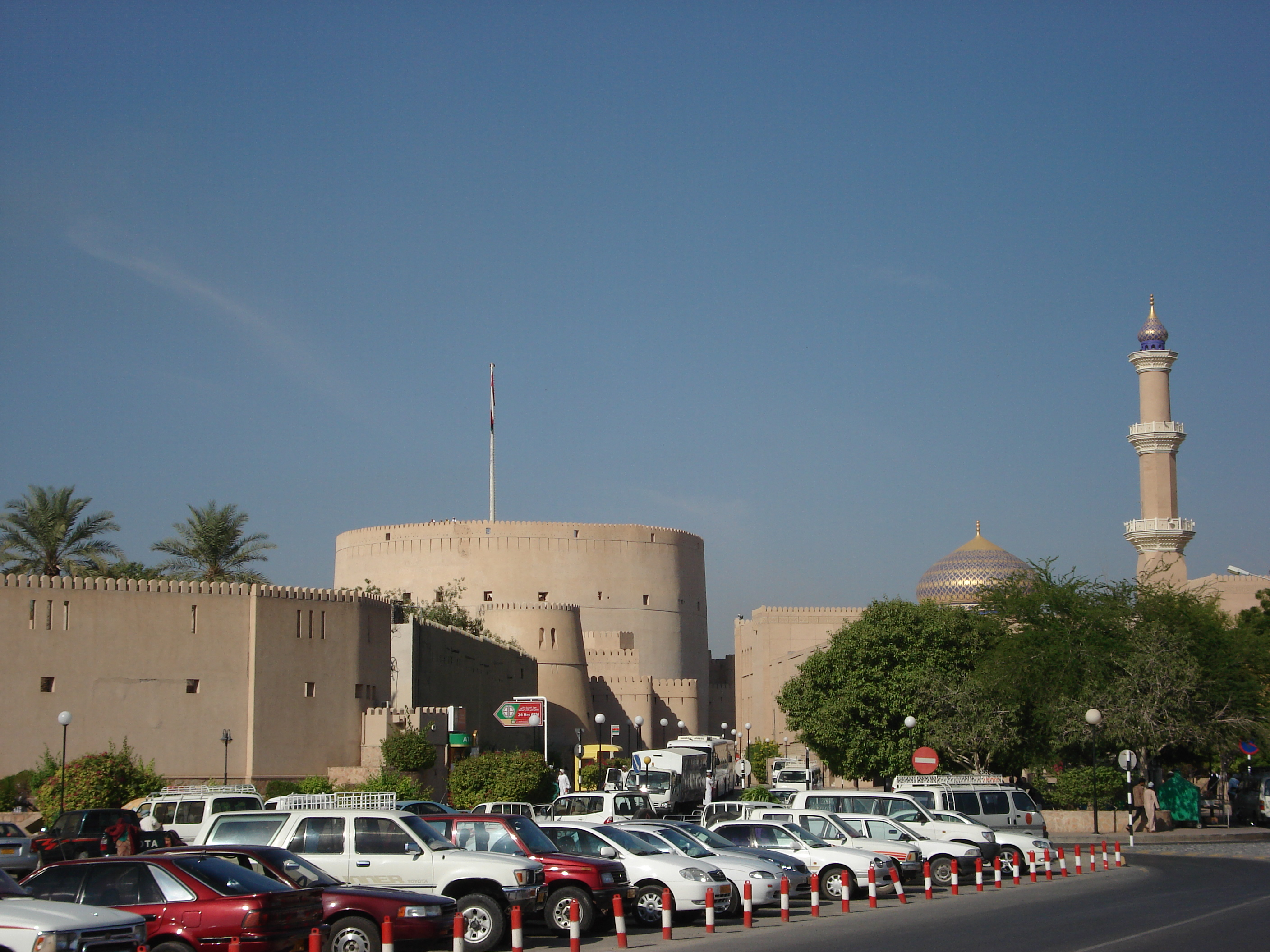
fuerte de Nizwa

El fuerte de Nizwa fue construido en el 1668 d. C. por el imán sultán Bin Saif Al Ya'rubi. Es el monumento nacional más visitado de Omán. El fuerte era la sede administrativa de la autoridad de los imanes y valíes en tiempos de paz y conflicto. La mayor parte del fuerte tardó unos 12 años en completarse y se construyó sobre un arroyo subterráneo. El fuerte es un recordatorio de la importancia de la ciudad a través de períodos turbulentos en la larga historia de Omán. Era una fortaleza formidable contra las fuerzas de asalto que deseaban la abundante riqueza natural de Nizwa y su ubicación estratégica en el cruce de rutas vitales. 

### Zoco de Nizwa

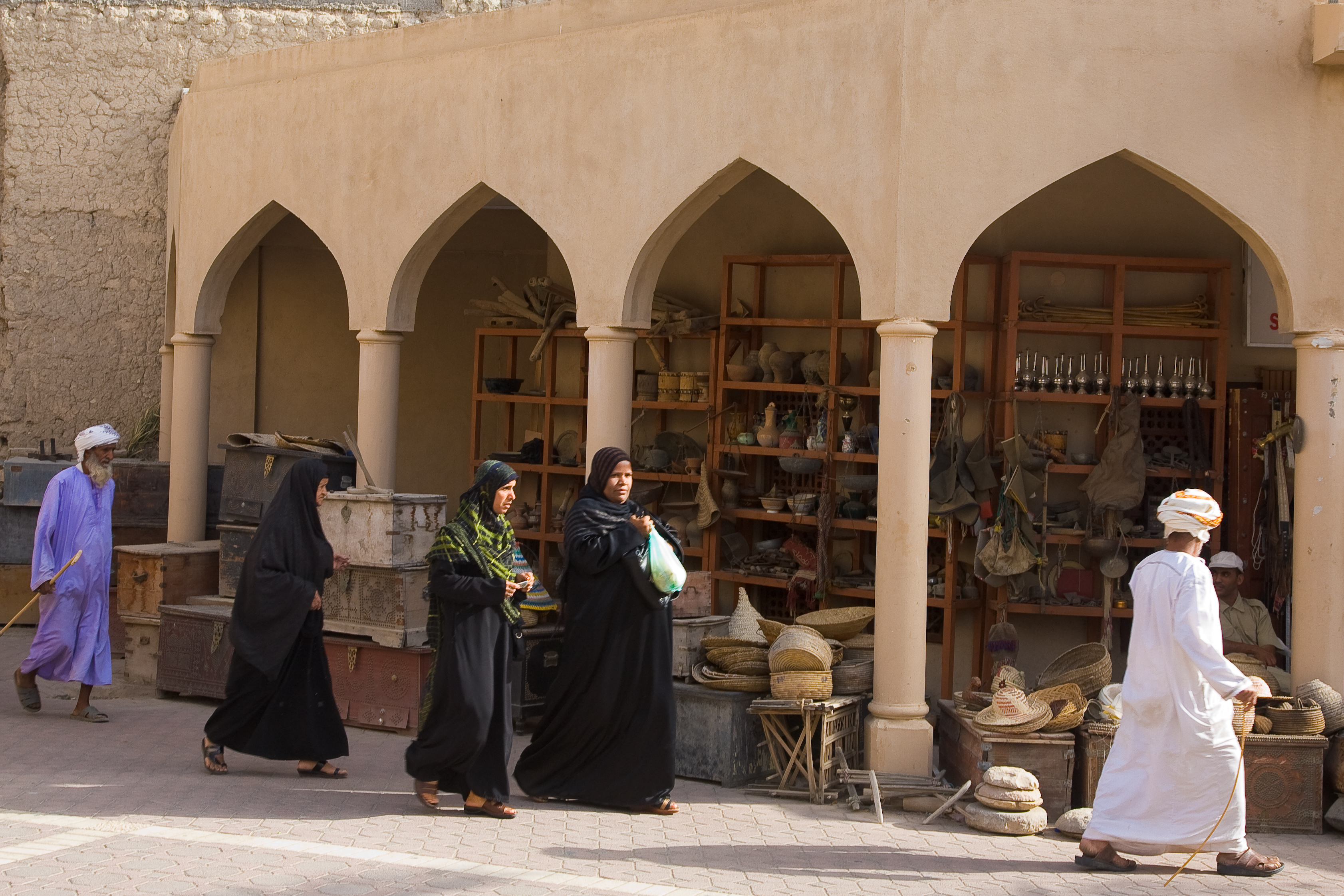
zoco de Nizwa

La ciudad, famosa por sus artesanías y productos agrícolas, tiene un zoco expansivo con una variedad de productos. Es uno de los más importantes del país además del de Matrah. El zoco está lleno de vendedores que venden de todo, desde carne, pescado, frutas y verduras hasta especias, dátiles, oro y cubiertos. 
Nizwa es famosa por sus joyas de plata, que se consideran las mejores del país. Sus habitantes son maestros en la elaboración de las dagas curvas khanjar, reconocidas por su estilo y patrones distintivos. También elaboran artículos de cobre, cafeteras, espadas, artículos de cuero y alfarería. 

### Aflaj de Daris
El Aflaj de Daris (Patrimonio de la Humanidad) es el aflaj o falaj más grande de Omán y es la principal fuente de vida de Nizwa. Proporciona al campo circundante el agua que tanto necesitan las plantaciones. Al Ghantuq y Dhoot son otros dos falaj importantes en Nizwa. La agricultura se practica ampliamente y las inmensas granjas de palmeras de la ciudad se extienden por ocho kilómetros a lo largo del curso de dos uadíes (Kalbouh y Al Abiadh). También se practican el procesamiento de azúcar rojo y el curtido de pieles.

## Galería

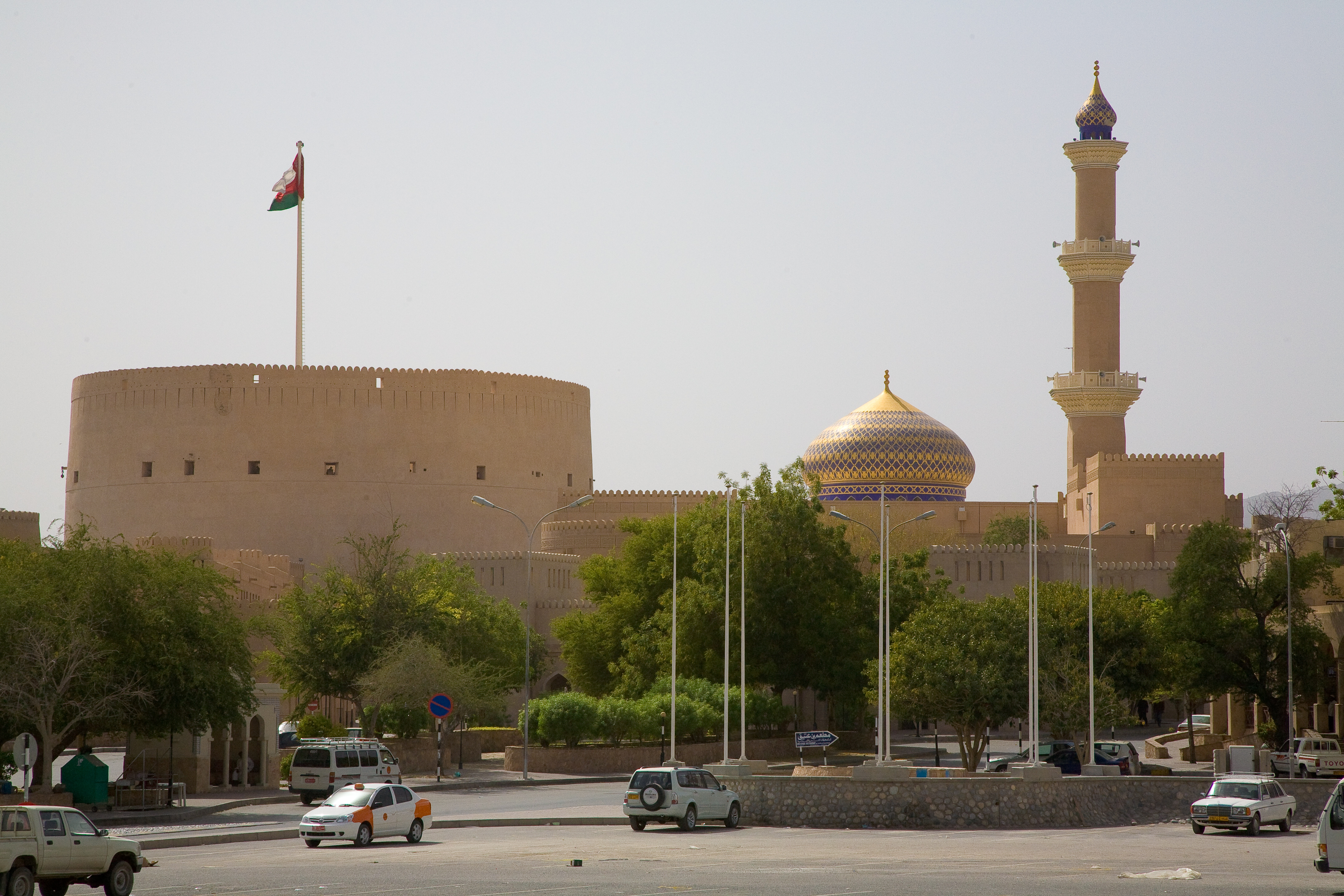
Nizwa
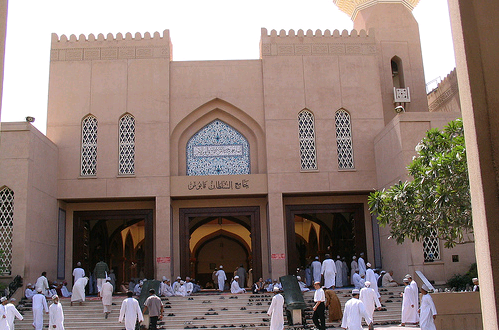
La gran mezquita de Nizwa

- Datos: Q1915327
- Multimedia: Nizwa / Q1915327
- Guía turística: Nizwa